# 487 v. Chr.
Portal Geschichte | Portal Biografien | Aktuelle Ereignisse | Jahreskalender | Tagesartikel

◄ |
6. Jahrhundert v. Chr. |
5. Jahrhundert v. Chr. |
4. Jahrhundert v. Chr. |
►

◄ | 500er v. Chr. | 490er v. Chr. | 480er v. Chr. | 470er v. Chr. |
460er v. Chr. |
►

◄◄ | ◄ | 490 v. Chr. | 489 v. Chr. | 488 v. Chr. | 487 v. Chr. |
486 v. Chr. |
485 v. Chr. |
484 v. Chr. |
► |
►►
Das Jahr 487 v. Chr. bringt zwei bedeutende Änderungen in der Attischen Demokratie: Erstmals wird über die Einsetzung von Archonten in Athen durch Los entschieden, und erstmals wird zur Lösung einer bedeutsamen politischen Frage ein Scherbengericht abgehalten.

## Ereignisse

### Römische Republik
Titus Siccius Sabinus und Gaius Aquilius sind der Überlieferung nach Konsuln der Römischen Republik. Während ihrer Amtszeit kämpfen sie gegen die Volsker und die Herniker. Für seinen siegreichen Kampf erhält Gaius Aquilius eine Ovatio.

### Griechenland
- In Athen wird erstmals ein Scherbengericht abgehalten. Hipparchos, Sohn des Charmos, Archon der Jahre 496/95, von mütterlicher Seite aus der Familie des Peisistratos stammend, wird in die Verbannung geschickt.

- 488/487 v. Chr.: Es kommt zu kriegerischen Handlungen zwischen Athen und Ägina.
- Ab 487 v. Chr. wird über die Einsetzung von Archonten in der Attischen Demokratie durch Los entschieden.

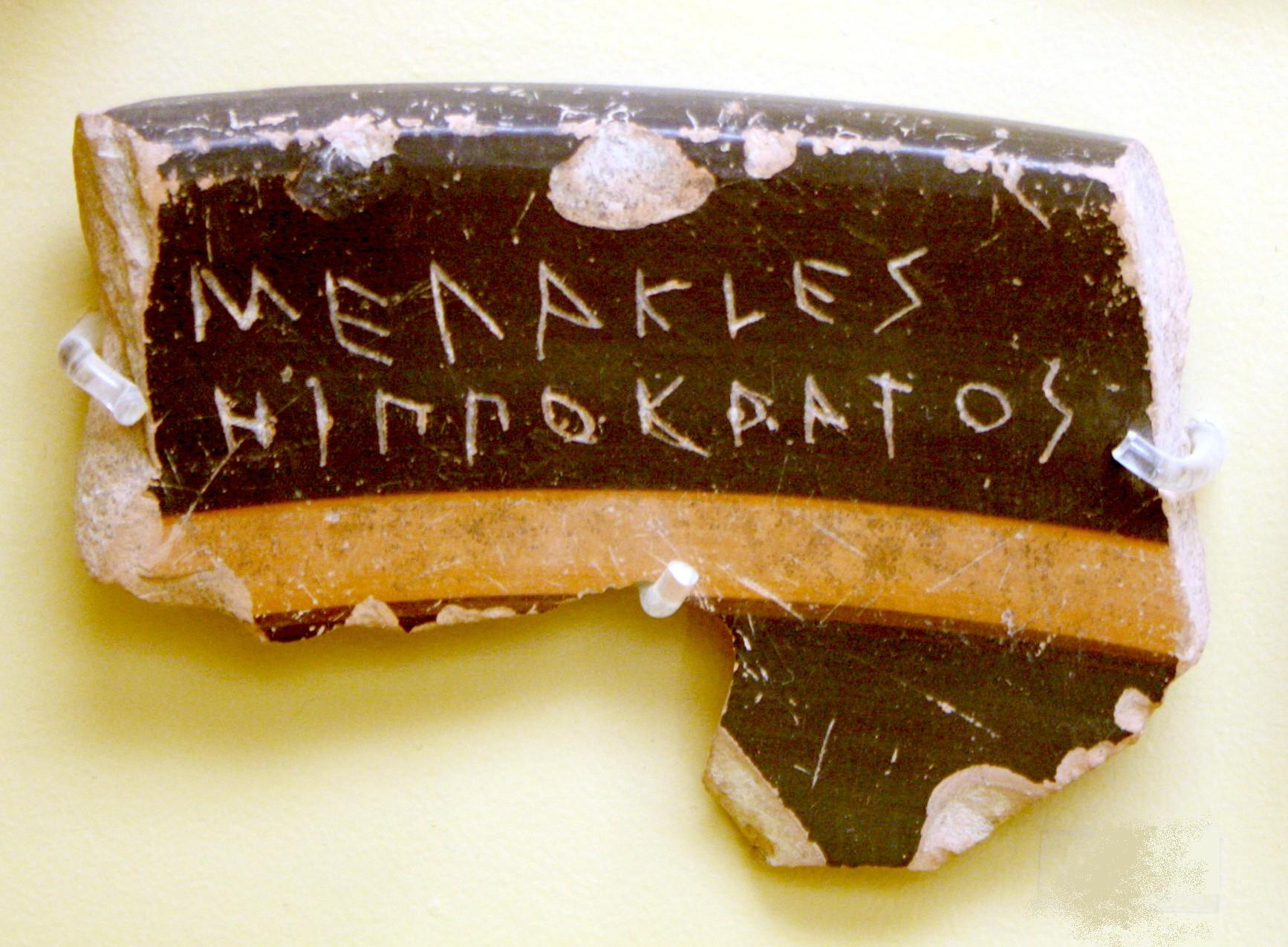
Ostrakon des Megakles, Sohn des Hippokrates

- 487/486 v. Chr.: Megakles aus der Familie der Alkmaioniden wird durch Ostrakismos zeitweise aus Athen verbannt.

### Perserreich
- 487/486 v. Chr.: Geschichte des Alten Ägypten: Unter Pharao Psammetich IV. beginnt ein Aufstand Ägyptens gegen das Perserreich unter Dareios I. Dessen Vorbereitungen für einen neuerlichen Griechenlandfeldzug werden dadurch unterbrochen.

### Kaiserreich China
Der chinesische Staat Song besiegt und annektiert den Staat Cao, der damit zu existieren aufhört.